# Torneo Interbritannico 1898
Il Torneo Interbritannico 1898 fu la quindicesima edizione del torneo di calcio conteso tra le Home Nations dell'arcipelago britannico. Il torneo fu vinto dalla nazionale inglese. 

## Risultati
| Data             | Luogo      | Squadra 1 | Risultato | Squadra 2   |
| ---------------- | ---------- | --------- | --------- | ----------- |
| 19 febbraio 1898 | Llandudno  | Galles    | 0 - 1     | Irlanda     |
| 5 marzo 1898     | Belfast    | Irlanda   | 2 - 3     | Inghilterra |
| 19 marzo 1898    | Motherwell | Scozia    | 5 - 2     | Galles      |
| 26 marzo 1898    | Belfast    | Irlanda   | 0 - 3     | Scozia      |
| 28 marzo 1898    | Wrexham    | Galles    | 0 - 3     | Inghilterra |
| 2 aprile 1898    | Glasgow    | Scozia    | 1 - 3     | Inghilterra |

## Classifica
| Pos | Squadra     | Pti | G | V | N | P | GF | GS |
| --- | ----------- | --- | - | - | - | - | -- | -- |
| 1   | Inghilterra | 6   | 3 | 3 | 0 | 0 | 9  | 3  |
| 2   | Scozia      | 4   | 3 | 2 | 0 | 1 | 9  | 5  |
| 3   | Irlanda     | 2   | 3 | 1 | 0 | 2 | 3  | 6  |
| 4   | Galles      | 0   | 3 | 0 | 0 | 3 | 2  | 9  |

## Vincitore
| Campione 1898 Inghilterra |